# 平岡直房
平岡 直房（ひらおか なおふさ、天文20年（1551年） － ？）は、戦国時代から安土桃山時代にかけての武将。河野氏の家臣。平岡房実の子。伊予国荏原城城主。兄に、河野氏滅亡時の荏原城主平岡通倚。
父の房実と同じく河野氏に対する忠誠心が厚く、天正13年（1585年）の豊臣秀吉による四国攻めの際に河野氏が滅亡した後も、荏原城を根拠地に河野氏に忠義を尽くした。1600年、関ヶ原の戦いが起こると、毛利氏の来襲を受けて挙兵して合流し、東軍に与した伊予国の大名加藤嘉明や藤堂高虎らの領地を攻めたが鎮圧された（三津刈屋口の戦い）。
関ヶ原の戦いの後は毛利氏の家臣、村上氏の配下として活動した。